# Kirchenpaueria magellanica
Kirchenpaueria magellanica är en nässeldjursart som först beskrevs av Gustav Hartlaub 1905.  Kirchenpaueria magellanica ingår i släktet Kirchenpaueria och familjen Kirchenpaueriidae. Inga underarter finns listade i Catalogue of Life.